# Sara Gama
Sara Gama (Trieste, Friuli-Venecia Julia, Italia, 27 de marzo de 1989) es una exfutbolista italiana. Jugaba de defensa y su último equipo fue la Juventus de la Serie A de Italia.
Fue internacional absoluta por la selección de Italia desde el 2006 hasta el 2022, con la que disputó más de 130 encuentros siendo su capitana.

## Clubes
| Club                  | País           | Año         |
| --------------------- | -------------- | ----------- |
| UPC Tavagnacco        | Italia         | 2006 - 2009 |
| Chiasiellis           | Italia         | 2009 - 2012 |
| Pali Blues (préstamo) | Estados Unidos | 2010        |
| Brescia               | Italia         | 2012 - 2013 |
| París Saint-Germain   | Francia        | 2013 - 2015 |
| Brescia               | Italia         | 2015 - 2017 |
| Juventus              | Italia         | 2017 - 2025 |

## Vida personal
Su madre es italiana y su padre es congolés.
En junio de 2019 la empresa Mattel creó una Barbie personalizada para la jugadora.

## Palmarés

### Títulos nacionales
| Título              | Club     | País   | Año     |
| ------------------- | -------- | ------ | ------- |
| Serie A             | Brescia  | Italia | 2015-16 |
| Copa Italia         | Brescia  | Italia | 2015-16 |
| Supercopa de Italia | Brescia  | Italia | 2015    |
| Supercopa de Italia | Brescia  | Italia | 2016    |
| Serie A             | Juventus | Italia | 2017-18 |
| Serie A             | Juventus | Italia | 2018-19 |
| Copa Italia         | Juventus | Italia | 2018-19 |
| Supercopa de Italia | Juventus | Italia | 2019    |
| Supercopa de Italia | Juventus | Italia | 2020    |
| Serie A             | Juventus | Italia | 2019-20 |
| Serie A             | Juventus | Italia | 2020-21 |

### Distinciones individuales
| Distinción                           | Año  |
| ------------------------------------ | ---- |
| AIC Best Women's XI                  | 2019 |
| Salón de la Fama del fútbol italiano | 2019 |